# Дистанційно-регулярний граф

Граф Шрікханде — дистанційно-регулярний граф, який не є дистанційно-транзитивним

Дистанційно-регулярний граф (англ. distance-regular graph) — це такий регулярний граф, у якого для двох будь-яких вершин {\displaystyle v} і {\displaystyle w}, розташованих на однаковій відстані {\displaystyle j} одна від одної, кількість вершин інцидентних до {\displaystyle v}, і при цьому розташованих на відстані {\displaystyle j-1} від вершини {\displaystyle w}, залежить тільки від відстані {\displaystyle j} між вершинами {\displaystyle v} і {\displaystyle w}; більш того кількість інцидентних до {\displaystyle v} вершин, розташованих на відстані {\displaystyle j+1} від вершини {\displaystyle w}, також залежить тільки від відстані {\displaystyle j}.

## Визначення
Визначення дистанційно-регулярного графа:
Дистанційно-регулярний граф — це неорієнтований, зв'язний, обмежений, регулярний граф {\displaystyle \Gamma =(V,E)} діаметром {\displaystyle D}, для якого справедливо, що існують числа
{\displaystyle b_{0}=k\quad b_{1},\,\dots \,,\,b_{D-1}\,\quad c_{1}=1,\quad c_{2},\,\dots ,\,c_{D}}
такі, що для кожної пари вершин {\displaystyle (u,v)}, відстань між якими {\displaystyle d(u,v)=j} справедливо:
(1) число вершин, інцидентних {\displaystyle u}, розташованих на відстані {\displaystyle j-1} від {\displaystyle v} є {\displaystyle c_{j}} ({\displaystyle 1\leqslant j\leqslant D}): (2) число вершин, інцидентних {\displaystyle u}, розташованих на відстані {\displaystyle j+1} від {\displaystyle v} є {\displaystyle b_{j}} ({\displaystyle 0\leqslant j\leqslant D-1}).
Масив {\displaystyle \left\{k,\,b_{1},\,\dots ,\,b_{D-1}\,;1,\,c_{2},\,\dots ,\,c_{D}\right\}} є масив перетинів дистанційно-регулярного графа, де {\displaystyle k} — валентність графа.
Дистанційно-регулярний граф з діаметром 2 є сильно регулярним і обернене твердження теж істинне (за умови, що граф є зв'язним).

## Дистанційно-регулярний і дистанційно-транзитивний графи
На перший погляд дистанційно-транзитивний граф і дистанційно-регулярний граф є дуже близькими поняттями. Дійсно, кожен дистанційно-транзитивний граф є дистанційно-регулярним. Однак їх природа різна. Якщо дистанційно-транзитивний граф визначається виходячи з симетрії графа через умову автоморфізму, то дистанційно-регулярний граф визначається з умови його комбінаторної регулярності.
Автоморфізм дистанційно-транзитивного графа викликає його регулярність, і відповідно, наявність чисел перетинів {\displaystyle a_{j},\,b_{j},\,c_{j}}. Однак, якщо існує комбінаторна регулярність, і визначені числа перетинів для графа, і він дистанційно-регулярний, то автоморфізм з цього не випливає.
Якщо з дистанційно-транзитивності графа випливає його дистанційно-регулярність, то зворотне не істинне.
Це доведено 1969 року, ще до введення в ужиток терміна дистанційно-транзитивний граф, групою радянських математиків (Адельсон-Вельський Г. М., Вейсфейлер Б. Ю., Леман А. А., Фараджев І. А.). Найменший дистанційно-регулярний граф, який не є дистанційно-транзитивним — це граф Шрікханде. Єдиний тривалентний граф цього типу — це 12-клітка Татта, граф зі 126 вершинами.

## Масив перетинів дистанційно-регулярного графа
нехай {\displaystyle \Gamma =(V,E)} — транзитивно-регулярний граф діаметра {\displaystyle D} і порядку {\displaystyle n}, а {\displaystyle u} і {\displaystyle v} — пара вершин, віддалених одна від одної на відстань {\displaystyle d=(u,v)}. Тоді множину вершин, інцидентних до {\displaystyle u} можна розбити на три множини {\displaystyle A}, {\displaystyle B} і {\displaystyle C}, залежно від їх відстані {\displaystyle d(v,w)} до вершини {\displaystyle v}, де вершина {\displaystyle w} інцидентна до {\displaystyle u}:
{\displaystyle \left\{w\in A\,:d(v,w)=j\right\},\quad \left\{w\in B\,:d(v,w)=j+1\right\},\quad \left\{w\in C\,:d(v,w)=j-1\right\}} .
кардинальні числа {\displaystyle |A|,\,|B|,\,|C|} цих множин {\displaystyle a_{j}=|A|,\,b_{j}=|B|,\,c_{j}=|C|} є числами перетинів, а масив перетинів є
{\displaystyle \iota (\Gamma )={\begin{Bmatrix}\ast &c_{1}&c_{2}&\dots &c_{D-1}&c_{D}\\a_{0}&a_{1}&a_{2}&\dots &a_{D-1}&a_{D}\\b_{0}&b_{1}&b_{2}&\dots &b_{D-1}&\ast \\\end{Bmatrix}}}
якщо {\displaystyle k} — валентність графа, то {\displaystyle b_{0}=k}, {\displaystyle c_{0}=0} а {\displaystyle c_{1}=1}. Більш того, {\displaystyle a_{i}+b_{i}+c_{i}=k} . Тому масив перетинів записується як:
{\displaystyle \iota (\Gamma )={\begin{Bmatrix}k,\,b_{1},\,\dots ,\,b_{D-1}\,;\,1,\,c_{2},\,\dots ,\,c_{D}\end{Bmatrix}}}

#### Властивості масиву перетинів дистанційно-регулярного графа
Згідно з оглядом:
- Кожна вершина має стале число вершин {\displaystyle k_{j}}, віддалених від неї на відстань {\displaystyle j}, причому {\displaystyle k_{0}=1} і {\displaystyle k_{j+1}={\frac {b_{j}k_{j}}{c_{j+1}}}} для всіх {\displaystyle j=0,\,1,\,\dots ,\,D-1};
- порядок графа {\displaystyle n} дорівнює {\displaystyle n=k_{0}+k_{1}+\,\dots \,+k_{D}};
- число вершин, віддалених від кожної вершини на відстан {\displaystyle j+1} виражається через числа перетинів як {\displaystyle k_{j+1}={\frac {b_{0}b_{1}\dots b_{j}}{c_{1}c_{2}\dots c_{j+1}}}} для всіх {\displaystyle j=0,\,1,\,\dots ,\,D-1};
- добуток {\displaystyle k_{j}\cdot n} числа вершин, віддалених від довільної вершини на відстань {\displaystyle j}, на порядок графа є парним числом для всіх {\displaystyle j=1,\,2,\,\dots ,\,D};
- добуток {\displaystyle k_{j}\cdot a_{j}} числа вершин, віддалених від довільної вершини на відстані {\displaystyle j}, на кількість перетинів {\displaystyle a_{j}} є парним числом для всіх {\displaystyle j=1,\,2,\,\dots ,\,D};
- добуток {\displaystyle a_{1}\cdot n\cdot k} числа перетинів {\displaystyle a_{1}} на порядок графа і на його валентність ділитися на 6;
- для чисел перетинів {\displaystyle c_{j}} виконується {\displaystyle 1\leqslant c_{1}\leqslant c_{2}\leqslant \dots \leqslant c_{D}};
- для чисел перетинів {\displaystyle b_{j}} виконується {\displaystyle k=b_{0}\geqslant b_{1}\geqslant b_{2}\dots \geqslant b_{D-1}};
- якщо {\displaystyle i+j\leqslant D}, то {\displaystyle c_{i}\leqslant b_{j}};
- є таке {\displaystyle i}, що {\displaystyle k_{0}\leqslant k_{1}\leqslant \dots \leqslant k_{i}} і {\displaystyle k_{i+1}\geqslant k_{i+2}\geqslant \dots \geqslant k_{D}}.

## Матриці відстаней транзитивно-регулярного графа
Нехай граф {\displaystyle \Gamma (V,E)} — транзитивно-регулярний діаметра {\displaystyle D}, {\displaystyle n=|V|} — кардинальне число його множини вершин {\displaystyle V}, а {\displaystyle k} — валентність графа. Визначимо множину матриць відстаней (англ. distance matrices) розміру {\displaystyle n\times n}{\displaystyle \left\{\mathbf {A} _{0},\,\mathbf {A} _{1},\,\dots ,\,\mathbf {A} _{D}\right\}} як:
{\displaystyle \left(\mathbf {A} _{h}\right)_{r,s}={\begin{cases}1&:\,d(v_{r},v_{s})=h,\\0&:\,d(v_{r},v_{s})\neq h\end{cases}}}

#### Властивості матриць відстаней[1]
- {\displaystyle \mathbf {A} _{0}=\mathbf {I} _{n}} де {\displaystyle \mathbf {I} _{n}} — одинична матриця;
- {\displaystyle \mathbf {A} _{1}=\mathbf {A} } є звичайною матрицею суміжності графа {\displaystyle \Gamma (V,E)};
- {\displaystyle \mathbf {A} _{0}+\mathbf {A} _{1}+\mathbf {A} _{2}+\dots +\mathbf {A} _{D}=\mathbf {J} _{n}}, де {\displaystyle \mathbf {J} _{n}} є матрицею одиниць
- {\displaystyle \mathbf {A} \mathbf {A} _{i}=b_{i-1}\mathbf {A} _{i-1}+a_{i}\mathbf {A} _{i}+c_{i+1}\mathbf {A} _{i+1}}, де {\displaystyle {\begin{Bmatrix}k,\,b_{1},\,\dots ,\,b_{d-1}\,;\,1,\,c_{2},\,\dots ,\,c_{d}\end{Bmatrix}}} — масив перетинів дистанційно-регулярного графа і {\displaystyle a_{i}=k-b_{i}-c_{i}}
- Існують дійсні числа {\displaystyle p_{i,j}^{h},\ (i,\,j,\,h=0,\,1,\,\dots ,\,D)}, такі що {\displaystyle \mathbf {A} _{i}\mathbf {A} _{j}=\sum _{h=0}^{D}{p_{i,j}^{h}\mathbf {A} _{h}}} для всіх {\displaystyle (i,\,j=0,\,1,\,\dots ,\,D)}, причому {\displaystyle p_{i,j}^{h}} — кількість перетинів, тобто кількість вершин, розташованих на відстані {\displaystyle j} від вершини {\displaystyle v} і на відстані {\displaystyle i} від вершини {\displaystyle w} за умови відстані {\displaystyle h} між вершинами {\displaystyle v} і {\displaystyle w}. Відмітимо, що {\displaystyle p_{1,i-1}^{i}=c_{i}}, {\displaystyle p_{1,i}^{i}=a_{i}}, {\displaystyle p_{1,i+1}^{i}=b_{i}}

## Алгебра суміжності
Нехай на транзитивно-регулярному графі {\displaystyle \Gamma } діаметру {\displaystyle D} задано алгебру суміжності {\displaystyle \mathbb {A} (\Gamma )}, тобто матричну підалгебру {\displaystyle M_{n\times n}(\mathbb {R} )} поліномів матриці суміжності {\displaystyle \mathbf {A} }. Її розмірністю буде {\displaystyle dim(\mathbb {A} )=D+1}, а базисом — множина матриць відстаней {\displaystyle \left\{\mathbf {A} _{0},\,\mathbf {A} _{1},\,\dots ,\,\mathbf {A} _{D}\right\}}.

## Приклади
- Повні графи
- Циклічні графи
- Графи Мура, зокрема граф Петерсена і граф Гофмана — Синглтона
- Графи Геммінга
- Сильно регулярні графи
- Непарні графи